# Sloup Nejsvětější Trojice (Olomouc)
Sloup Nejsvětější Trojice v Olomouci je monument postavený ke slávě Boží v letech 1716 až 1754. Jeho hlavním účelem byla okázalá oslava katolické církve a víry, částečně vyvolaná pocitem vděčnosti za ukončení moru, který na Moravě udeřil v letech 1714 až 1716. Vzhledem k tomu, že všichni umělci a řemeslničtí mistři, kteří na sloupu pracovali, byli olomouckými občany, byla stavba sloupu rovněž chápána jako výraz lokálního patriotismu.[zdroj?]
32 metrů vysoký sloup představuje nejvyšší sousoší České republiky a jeho součástí je i malá kaple. Od roku 1995 je společně s Mariánským sloupem a barokními kašnami národní kulturní památkou a v roce 2000 byl, jakožto jedno z vrcholných děl středoevropského baroka, zařazen mezi světové dědictví UNESCO.

## Historie

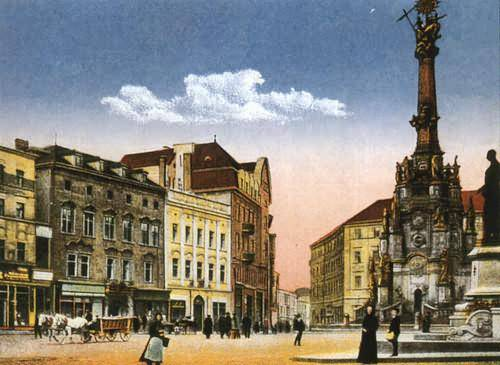
Historický obrázek Petrášova paláce a sloupu Nejsvětější Trojice na Horním náměstí v Olomouci

Budování morových sloupů se rozšířilo především po Tridentském koncilu a je tedy jedním z výrazných rysů baroka. Jako jejich základní model sloužil sloup na Piazza Santa Maria Maggiore v Římě, vztyčený roku 1614.
Jako díkuvzdání za ukončení morové epidemie v Olomouci byla původně navržena stavba Mariánského sloupu na Dolním náměstí. Jeho staviteli Václavu Renderovi, kamenickému mistru a císařskému privilegovanému architektu, se však nezdál dostatečně honosný, a proto přišel s myšlenkou postavit na sousedním Horním náměstí sloup další, mnohem velkolepější. Svou vůli prosadil i u městské rady, vypracoval projekt a pomohl ho financovat.
Olomoucký trojiční sloup se stal vrcholným dílem několika umělců a řemeslnických mistrů, ovšem nepřinesl jim mnoho štěstí. První, kdo zemřel již během jeho stavby, byl právě Václav Render, který stihl postavit jen první patro. V souladu s jeho vůlí pak byl na dostavbu sloupu věnován veškerý majetek, který po své smrti zanechal.

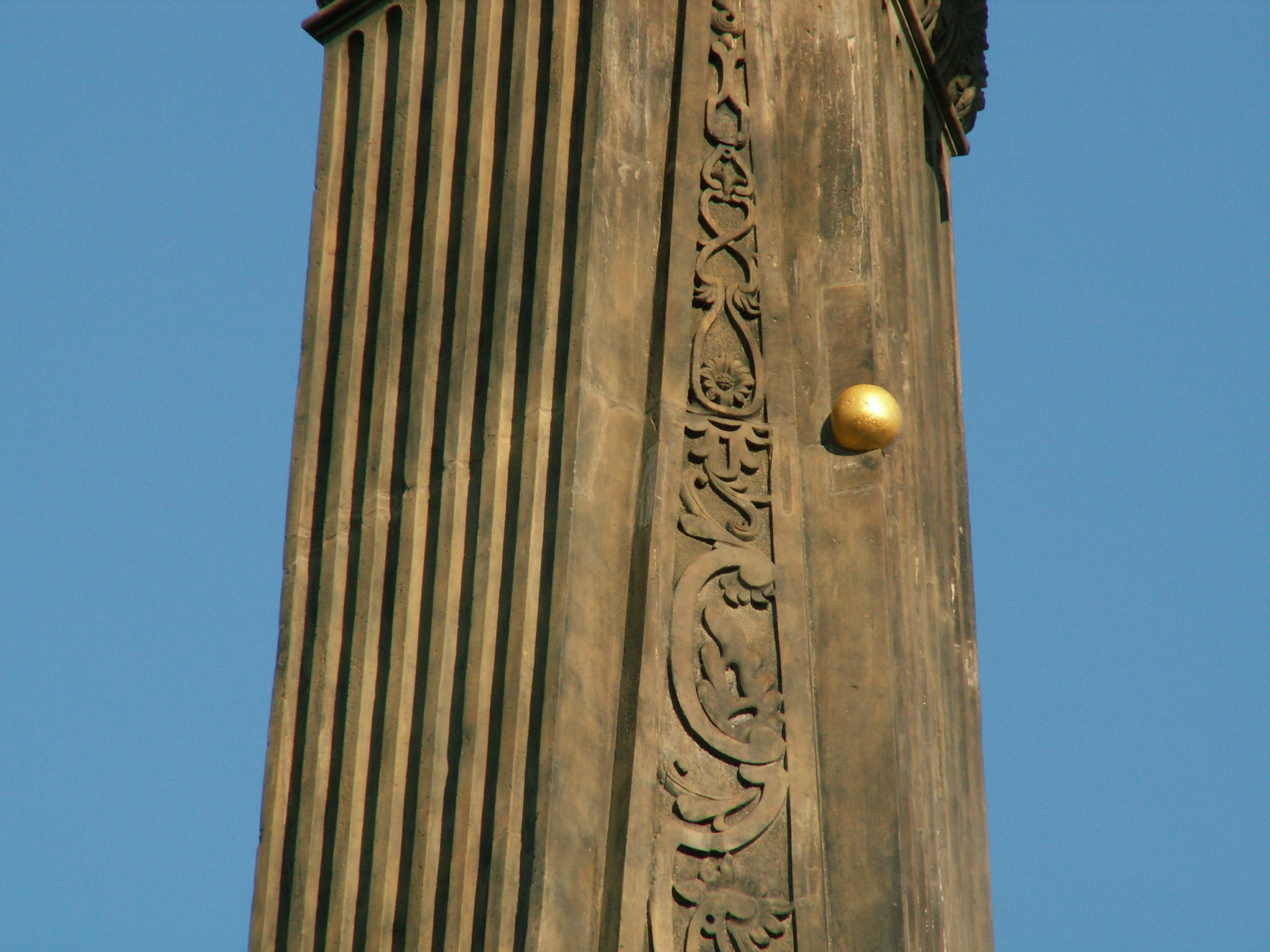
Pozlacená replika dělové koule připomíná, že sloup byl několikrát zasažen pruskými děly během obléhání roku 1758.

Ani jeho následovníkům Františku Thoneckovi, Janu Václavu Rokickému a Augustinu Scholtzovi nebylo souzeno vidět sloup hotový. Stavbu nakonec dokončil Rokického syn Jan Ignác. Velkolepou sochařskou výzdobu započal Filip Sattler. Po jeho smrti na něj navázal Ondřej Zahner a, než zemřel, stačil během 7 let vytvořit 18 soch a 9 reliéfů. O něco šťastnější byl zlatník Šimon Forstner, který vytvořil pozlacené měděné sochy Nejsvětější Trojice a Nanebevzetí Panny Marie. Své dílo se mu podařilo dokončit, ovšem práce na sochách, při níž používal toxické sloučeniny rtuti, mu zcela podlomila zdraví.
Sloup se po svém dokončení v roce 1754 stal pro Olomouc zdrojem ohromné hrdosti, protože všichni lidé podílející se na jeho tvorbě byli občany města. Sloup byl 9. září 1754 vysvěcen za velké slávy, jíž se zúčastnila také císařovna Marie Terezie se svým manželem Františkem I. Štěpánem Lotrinským, jak je také dáno všem na vědomí na jednom z chronogramů (viz níže).
O pouhé čtyři roky později, když byla Olomouc obléhána pruskou armádou, byl sloup Nejsvětější Trojice několikrát zasažen koulemi z pruských děl. Olomoučtí občané se bez ohledu na možné nebezpečí vydali v procesí žádat pruského generála, aby jeho vojáci na monument nestříleli. Generál James Keith vyhověl jejich přání, a tak byl sloup dalších škod ušetřen. Brzy po válce byl opraven a do jeho dříku byla zasazena napodobenina dělové koule, která na tuto událost upomíná dodnes.

## Popis

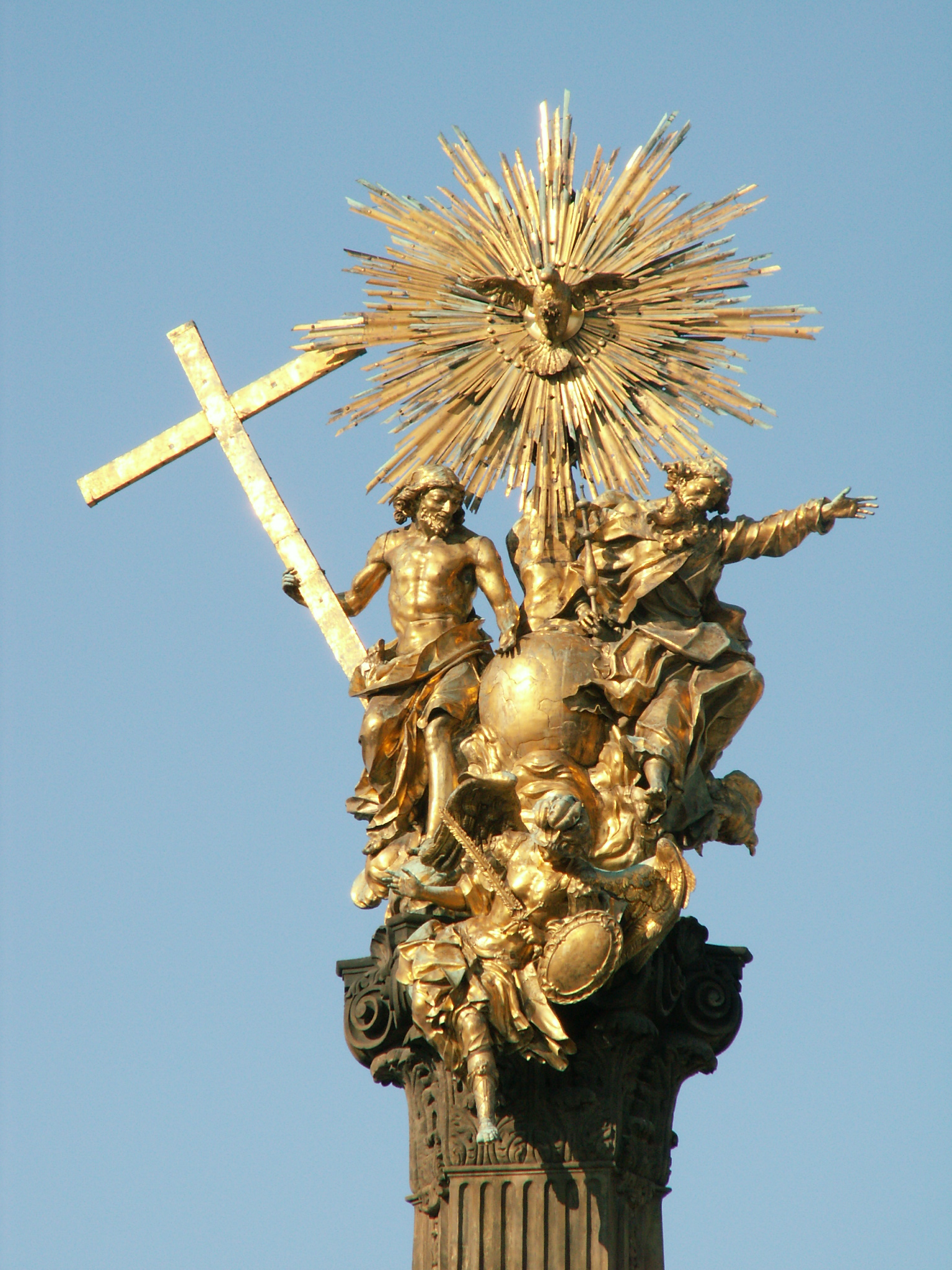
Pozlacené sousoší Nejsvětější trojice na vrcholu sloupu

Sloupu dominují pozlacené měděné sochy Nejsvětější Trojice doprovázené archandělem Michaelem na vrcholu a Nanebevzetí Panny Marie na dříku pod nimi.
Základna sloupu, tvořená třemi patry, je obklopena dalšími 18 sochami svatých a 14 reliéfy ve zdobných kartuších. Na nejvyšším patře stojí svatí spojení s pozemským životem Ježíše – rodiče jeho matky svatá Anna a svatý Jáchym, jeho nevlastní otec svatý Josef a svatý Jan Křtitel, který připravoval jeho příchod – a spolu s nimi svatý Vavřinec a svatý Jeroným, kterým byla zasvěcena kaple na olomoucké radnici. Tři reliéfy zastupují tři křesťanské ctnosti Víru, Naději a Lásku.
Patro pod nimi je věnováno moravským světcům svatému Cyrilu a svatému Metoději, kteří roku 863 přišli šířit křesťanství na Velkou Moravu (svatý Metoděj se stal moravským arcibiskupem), svatému Blažeji, jemuž byl zasvěcen jeden z hlavních olomouckých kostelů, a patronům Čech svatému Vojtěchu a svatému Janu Nepomuckému, jejichž kult byl i na Moravě velice silný.
Na nejnižším patře lze vidět postavy svatého Mořice a dalšího českého patrona svatého Václava, jimž byly zasvěceny dva významné olomoucké chrámy, rakouského patrona svatého Floriána, který byl také vnímán jako ochránce proti různým neštěstím, především požáru, svatého Jana Kapistránského, který dvakrát město navštívil, aby v něm kázal, svatého Antonína, člena františkánského řádu, který v Olomouci vlastnil významný klášter při kostele Neposkvrněného početí Panny Marie, a svatého Aloise Gonzagu, patrona studentů, jehož socha měla manifestovat, jak velmi si Olomouc váží své univerzity.
Mezi těmito sochami jsou vytesány reliéfy dvanácti apoštolů. Na spodním patře je 12 soch světlonošů (luciferů).

### Socha Jana Sarkandra

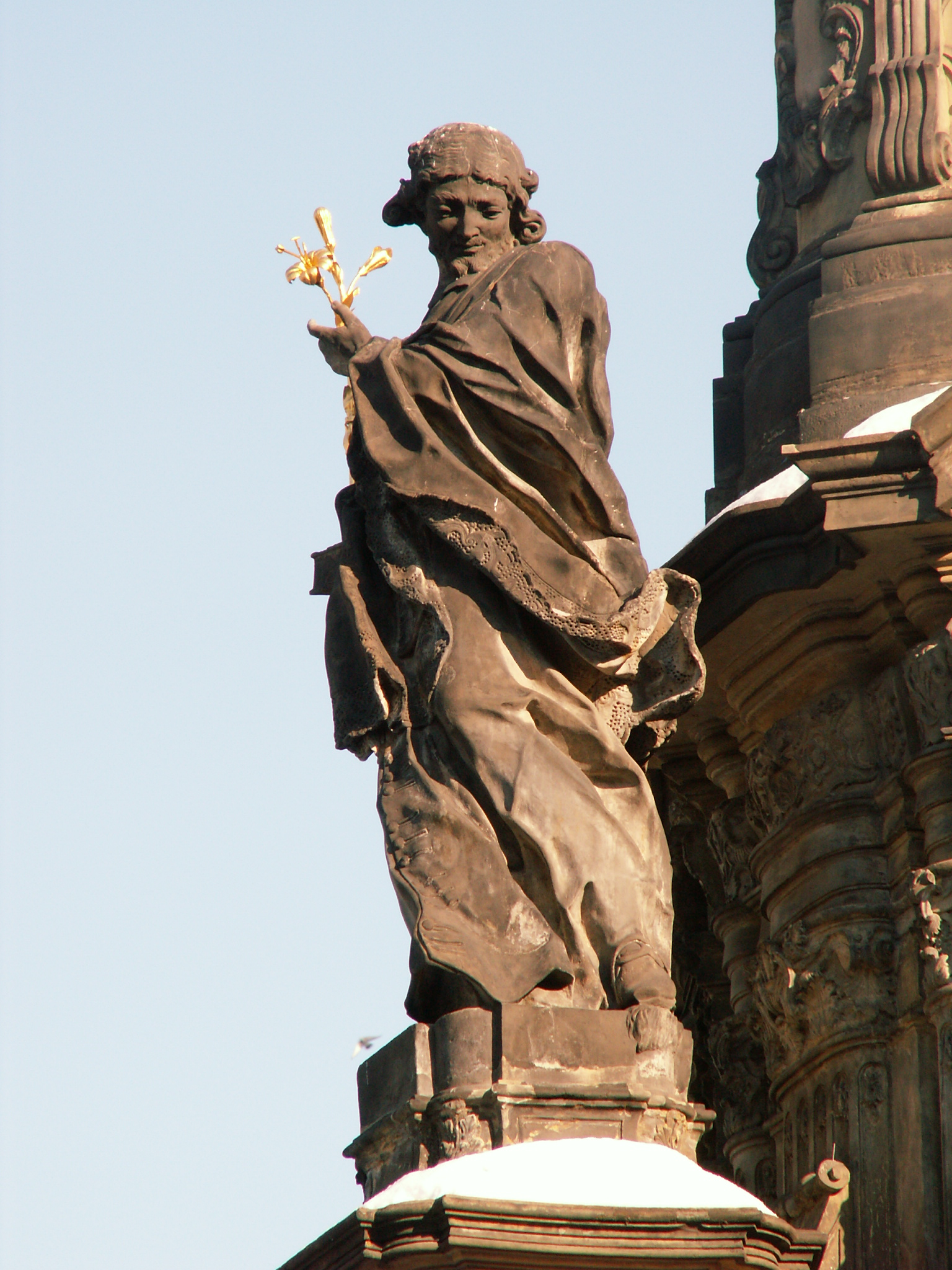
Socha svatého Jana Sarkandra na sloupu Nejsvětější Trojice

Posledním chybějícím svatým v tomto výčtu je svatý Jan Sarkander, jehož socha (s lilií jako symbolem čistoty) stojí na druhém patře. Jan Sarkander byl kněz umučený k smrti na počátku třicetileté války, protože odmítl porušit zpovědní tajemství. Rozhodnutí umístit sem jeho sochu bylo ve své době výjimečné a porušovalo tradici, protože Sarkander ještě nebyl svatořečen a dokonce ani blahoslaven, což mohlo vést k problémům se Svatým stolcem. Avšak jeho kult mučedníka zde byl natolik silný, že se tvůrci sloupu rozhodli toto riziko podstoupit. Sarkander byl blahoslaven až roku 1859 a svatořečen roku 1995 při příležitosti návštěvy papeže Jana Pavla II. v Olomouci.

### Vnitřní kaple
Uvnitř sloupu je také malá kaple s reliéfy znázorňujícími Kainovu oběť části své úrody, Ábelovu oběť prvorozených jehňat, Noeho první zápalnou oběť po potopě, Abrahámovu oběť Izáka a jehněte a Ježíšovu smrt na kříži. V pozadí tohoto reliéfu lze vidět města Jeruzalém a Olomouc. V minulosti se v kapli konaly bohoslužby, z důvodů miniaturního prostoru byl v kapli jen kázající kněz, věřící stáli venku okolo sloupu. Díky zvláštní konstrukci oken ve sloupu a akustice bylo knězovo kázání slyšet na velké části náměstí. Pod jednou z desek podlahy je ukrytý tajný otvor, který ústí do chodby, která vede vně bývalé olomoucké pevnosti.

### Nápisy

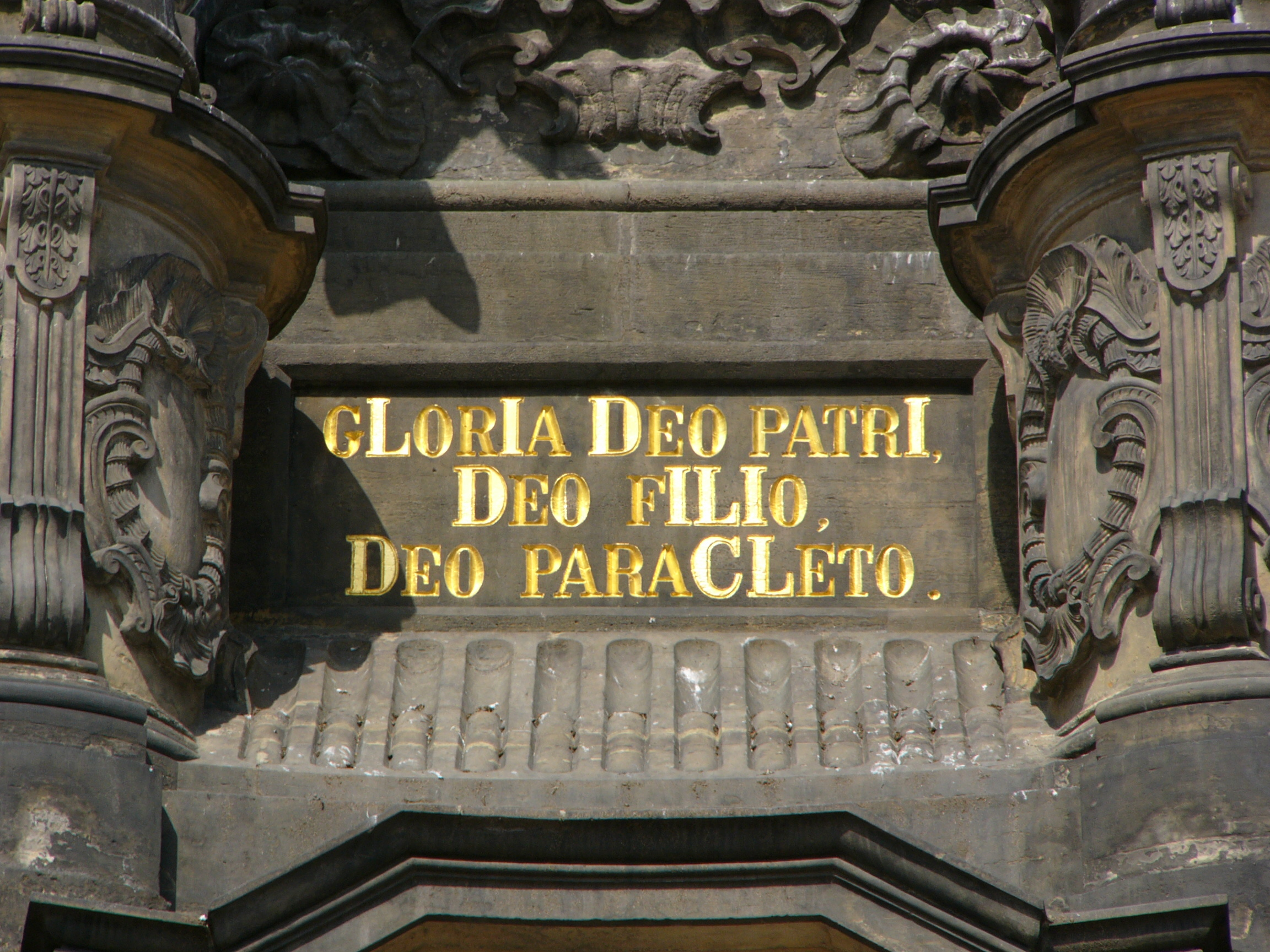
Chronogram na jižní straně sloupu

Na sloupu se nacházejí čtyři latinské nápisy s chronogramy. Zvýrazněná písmena v jejich textu označují římské číslice, jejichž součet dává dohromady číslo 1754, tj. rok dokončení sloupu.

#### Na jižní straně
Nad vchodem do kaple
trIVnI VeroqVe Deo
praesentIbVs aVgVstIs
franCIsCo atqVe theresIa
CoLossVs Iste
a CarDInaLe troIer
ConseCratVs 9. sept.
Trojjedinému a pravému Bohu
za přítomnosti veličenstev
Františka a Terezie
tento velikán
posvěcen kardinálem Troyerem
9. září
V horní části
gLorIa Deo patrI
Deo fILIo
Deo paraCLeto
Sláva Bohu otci
Bohu synu
Bohu duchu svatému

#### Na severovýchodní straně
saCrata sInt
eI soLI
CorDa oMnIa
Ať jsou zasvěcena
jemu samému
všechna srdce

#### Na severozápadní straně
In fIDe pLena
spe fIrMa
CharItate perfeCta
V plnosti víry
pevné naději
dokonalé lásce

## Restaurátorské zásahy

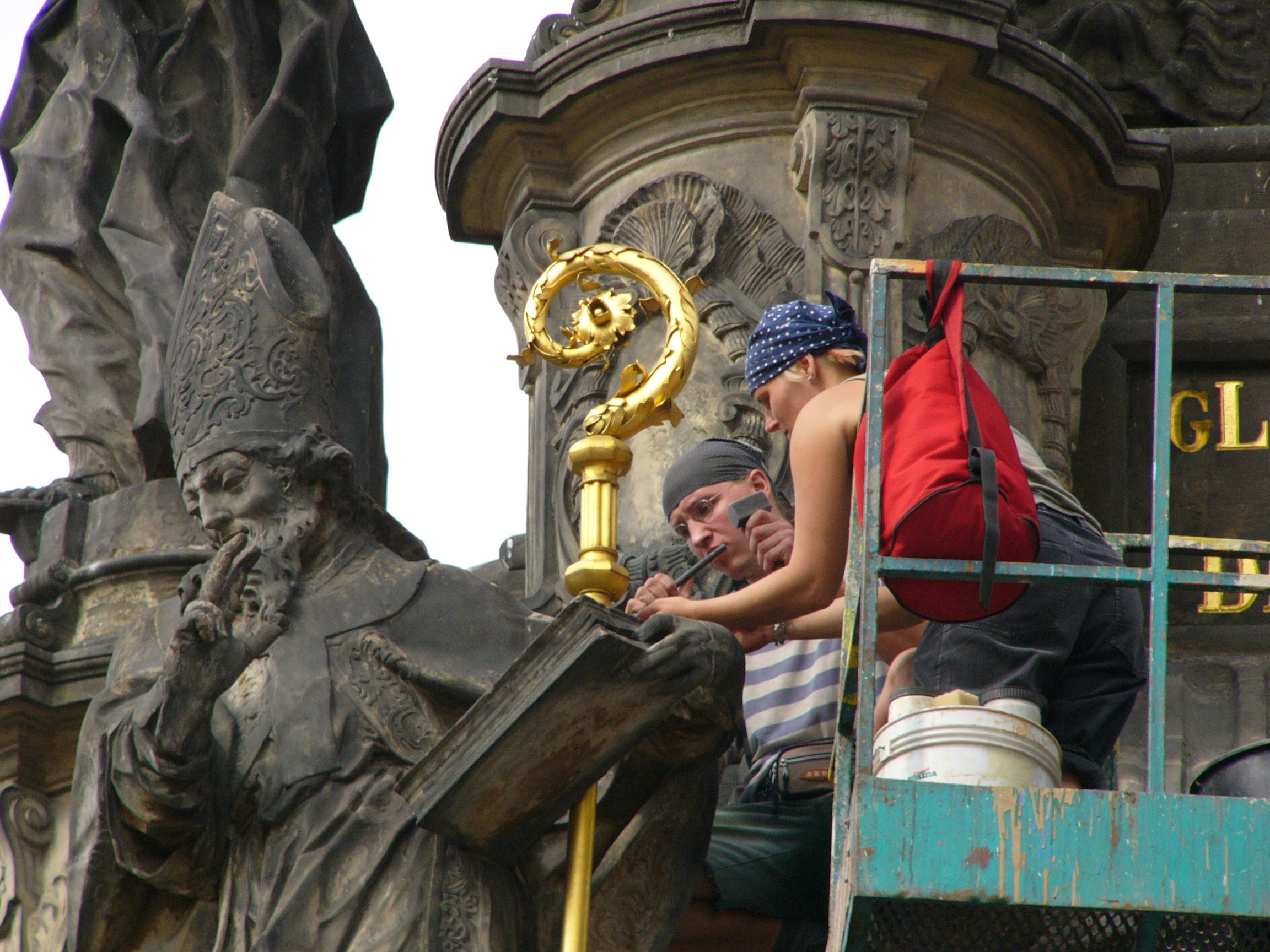
Revize sloupu 27.–29. září 2006

Povrchové restaurátorské zásahy proběhly v letech 1834, 1879, 1926 a 1972–1975[zdroj?]. V letech 1997–1998 proběhl komplexní restaurátorský průzkum, který vyústil v rozsáhlý restaurátorský zásah v letech 1999–2001. Tento poslední zásah byl dosud nejdůkladnější a dočasně při něm byly sejmuty i některé části sousoší. Odborníci se dohodli na povinných průběžných revizích sloupu jednou za 5 let s tím, že v případě drobného zásahu použijí speciální tmel na barevné doladění.
V noci z 22. na 23. května 2008 neznámý vandal na sloupu uvolnil jednu pískovcovou vázu, další utrhl, poškodil dva pozlacené plameny a dva ukradl. Odhadovaná škoda činila 100 000 Kč.
Od dubna 2024 je sloup rekonstruován, přičemž stavební úpravy mají probíhat nejméně do roku 2026.

## Význam sloupu v současnosti

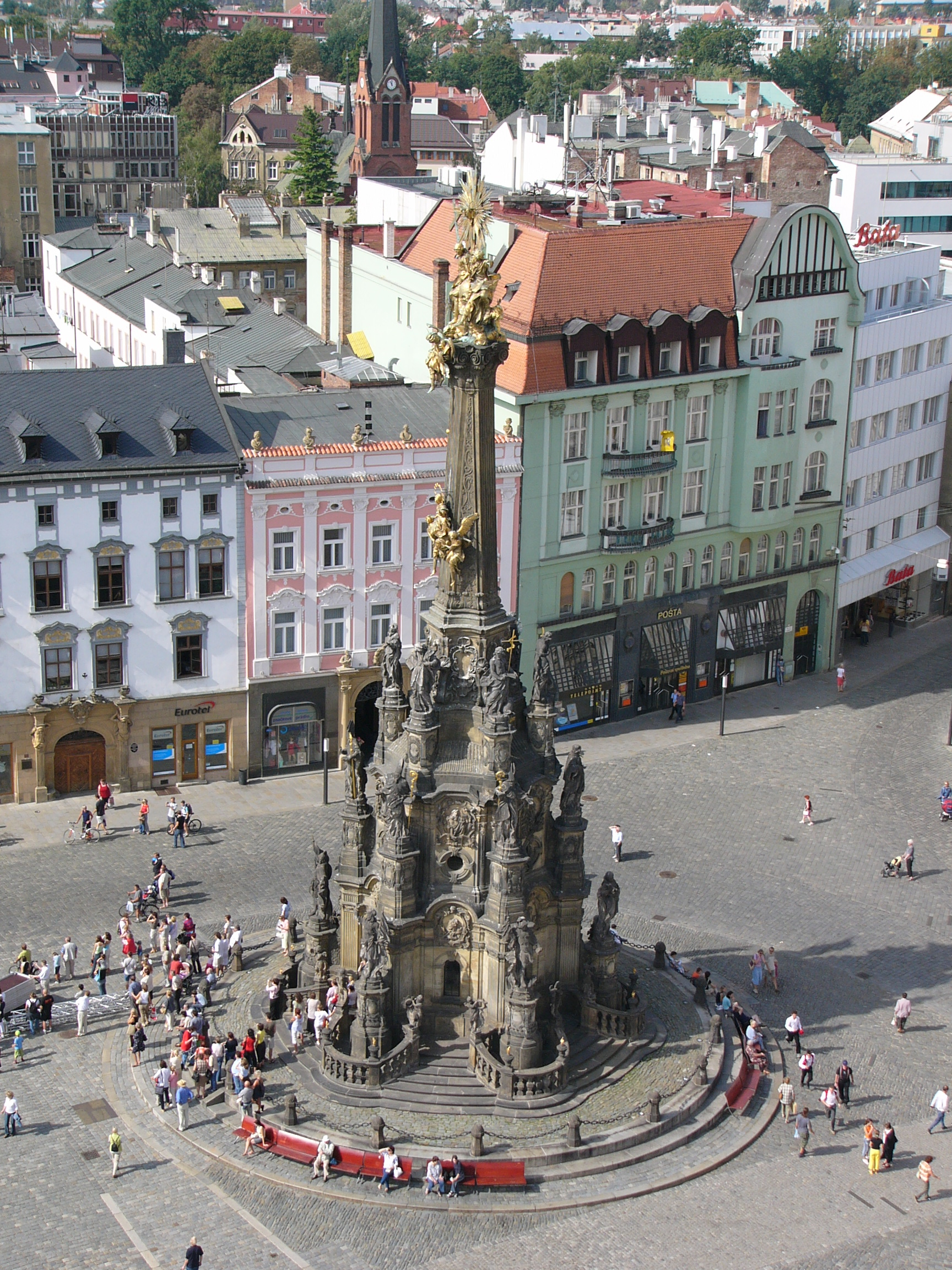
„Ke cti a slávě Boha všemohoucího, Panny Marie a světců postavím sloup, který svou výškou a nádherou nebude mít rovného v žádném jiném městě.“ Z dopisu Václava Rendera olomoucké městské radě.

Sloup dosahuje výšky 35 metrů, což ho činí největším sousoším v České republice. Od roku 1995 je společně s Mariánským sloupem a se souborem barokních kašen podle nařízení vlády č. 262/1995 Sb. ze dne 16. srpna 1995 o prohlášení a zrušení prohlášení některých kulturních památek za národní kulturní památky řazen mezi národní kulturní památky. V roce 2000 byl zařazen mezi památky světového kulturního dědictví UNESCO pod názvem „Sloup Nejsvětější Trojice v Olomouci“ jako „jedno z vrcholných děl středoevropského baroka“. Dle hodnotící zprávy Mezinárodní rady pro památky a sídla ICOMOS splňuje následující kritéria:
(i) – mistrovské umělecké dílo
(iv) – výjimečný architektonický nebo technický příklad ilustrující významnou fázi lidské historie.

## Poštovní známky
Co se českých poštovních známek týče, olomoucký sloup Nejsvětější Trojice je vyobrazen spolu s městskou radnicí na 8korunové známce z roku 1993 (návrh Jiří Bouda, rytina Bohumil Šneider), samostatně pak na 14korunové známce z roku 2002 (návrh Antonín Odehnal, rytina Václav Fajt).